# Montribourg
Montribourg est une ancienne commune française du département de la Haute-Marne en région Grand Est. Elle est rattachée à la commune de Châteauvillain depuis 1966.

## Géographie
Montribourg est situé entre la route D6 et l'Aujon, à 6 km au sud-est de Châteauvillain.

## Toponymie
Anciennes mentions : Montrebourg (1253), Montriboux (1673), Montribourg (1732), Montribour (XVIIIe siècle).
Selon Ernest Nègre, il s'agit du latin montem et du nom de personne germanique Ricburg.

## Histoire
Le 1er juin 1966, la commune de Montribourg est rattachée à celle de Châteauvillain sous le régime de la fusion simple.

## Démographie
| 1793 | 1800 | 1806 | 1821 | 1831 | 1836 | 1846 | 1851 | 1856 |
| ---- | ---- | ---- | ---- | ---- | ---- | ---- | ---- | ---- |
| 173  | 181  | 192  | 134  | 178  | 190  | 191  | 179  | 154  |

| 1861 | 1866 | 1872 | 1876 | 1881 | 1886 | 1891 | 1896 | 1901 |
| ---- | ---- | ---- | ---- | ---- | ---- | ---- | ---- | ---- |
| 164  | 149  | 133  | 147  | 133  | 148  | 122  | 108  | 97   |

| 1906 | 1911 | 1921 | 1926 | 1931 | 1936 | 1946 | 1954 | 1962 |
| ---- | ---- | ---- | ---- | ---- | ---- | ---- | ---- | ---- |
| 100  | 90   | 87   | 80   | 75   | 69   | 70   | 75   | 47   |

## Lieux et monuments
- Église paroissiale Notre-Dame-en-son-Assomption, construite entre 1874 et 1875 sur l'emplacement d'une église disparue
- Cimetière
- Métairie de la Lucine
- Ferme du Moulin Bizet